# Dauði Baldrs
Dauði Baldrs è il quinto album di Burzum pubblicato nel 1997.
Il disco fu completato in pochi mesi a causa delle ristrettezze dovute alla carcerazione di Varg Vikernes, infatti in prigione gli era consentito solo l'utilizzo di sintetizzatori, come anche in occasione del successivo Hliðskjálf.

## Il disco
Dauði Baldrs è il primo album ambient di Burzum, capostipite di una trilogia che resterà incompiuta per scelta dello stesso Varg Vikernes; i sei brani che lo compongono hanno come filo conduttore, come anticipato dal titolo, la morte del dio della mitologia norrena Baldr. Il disco venne registrato usando un sintetizzatore mentre Varg Vikernes stava scontando la pena per l'omicidio di Euronymous; la svolta ambient comunque è forzata in quanto in carcere l'unico strumento concesso a Vikernes è una tastiera. Il progetto in verità era più ambizioso: la musica avrebbe dovuto fare da sottofondo a una voce che narrava le vicende della morte di Baldr; le autorità norvegesi, però, non misero a disposizione di Vikernes un microfono e questi dovette ripiegare esclusivamente sul sintetizzatore.
Da notare, per sottolineare una certa continuità con il disco precedente, che la terza traccia Bálferð Baldrs è una sorta di versione tastieristica di Jesus' Tod, brano dell'album Filosofem. I suoi riff sono riutilizzati in stile di melodie medioevali suonate con la tastiera. La quinta traccia Illa Tiðandi è una versione alternativa suonata al piano di Decrepitude, sempre dall'album Filosofem. Infine, il tema principale della traccia Dauði Baldrs verrà ripreso 13 anni dopo in versione metal nel brano Belus' død dell'album Belus.

### Origine
Durante la sua permanenza in prigione, Varg Vikernes prese le distanze dal movimento black metal, al quale non si sentiva più collegato secondo le sue dichiarazioni all'epoca, riferendosi ad esso come "musica da negri" e annunciò che probabilmente non avrebbe mai più pubblicato album metal. Inoltre, "dopo aver negato il proprio passato nel metal estremo", Vikernes decise di mantenere comunque vivo il progetto Burzum dedicandosi all'unico strumento che, di tanto in tanto, gli era permesso suonare in carcere. Egli compose Dauði Baldrs suonando esclusivamente una tastiera, mentre era detenuto nel penitenziario di Bergen. Come studio di registrazione, le note dell'album indicano: Breidablik Tónholl, che è in realtà la mitologica dimora di Balder. Varg Vikernes ha descritto l'album come la prima parte di una trilogia sugli Asi, gli dei della mitologia norrena.
Tredici anni dopo la pubblicazione dell'album, Vikernes tornò comunque al metal nonostante le dichiarazioni contrarie, annunciando che la versione metal della canzone Dauði Baldrs sarebbe stata inclusa nel suo prossimo album Belus.

### Copertina
La copertina del disco, un dipinto dell'artista interdisciplinare norvegese Tania Stene, mostra dei vichinghi, alcuni in piedi e altri in ginocchio, un prete cristiano e il suo valletto. Nell'illustrazione, la visione razzista del mondo di Vikernes è chiaramente evidente: il cappotto del vichingo in ginocchio, che è il re degli altri, è decorato con svastiche arrotondate, e lo stesso Vikernes ha sottolineato nel Muspellzheimr Journal "che tutti i personaggi raffigurati sono biondi e con gli occhi azzurri, tranne lo straniero, il portatore di morte, cioè il prete cattolico e il suo valletto".
La copertina alternativa, sulla quale il titolo del disco è Baldrs Død, mostra dei vichinghi nudi e morti sul pavimento; un altro, sempre nudo, in ginocchio, un vichingo vestito lo sta per colpire con una mazza ferrata per ucciderlo in una sorta di esecuzione. Un altro ride di lui, e un altro tende una croce latina al vichingo nudo che sta per essere giustiziato.

### Stile musicale e testi

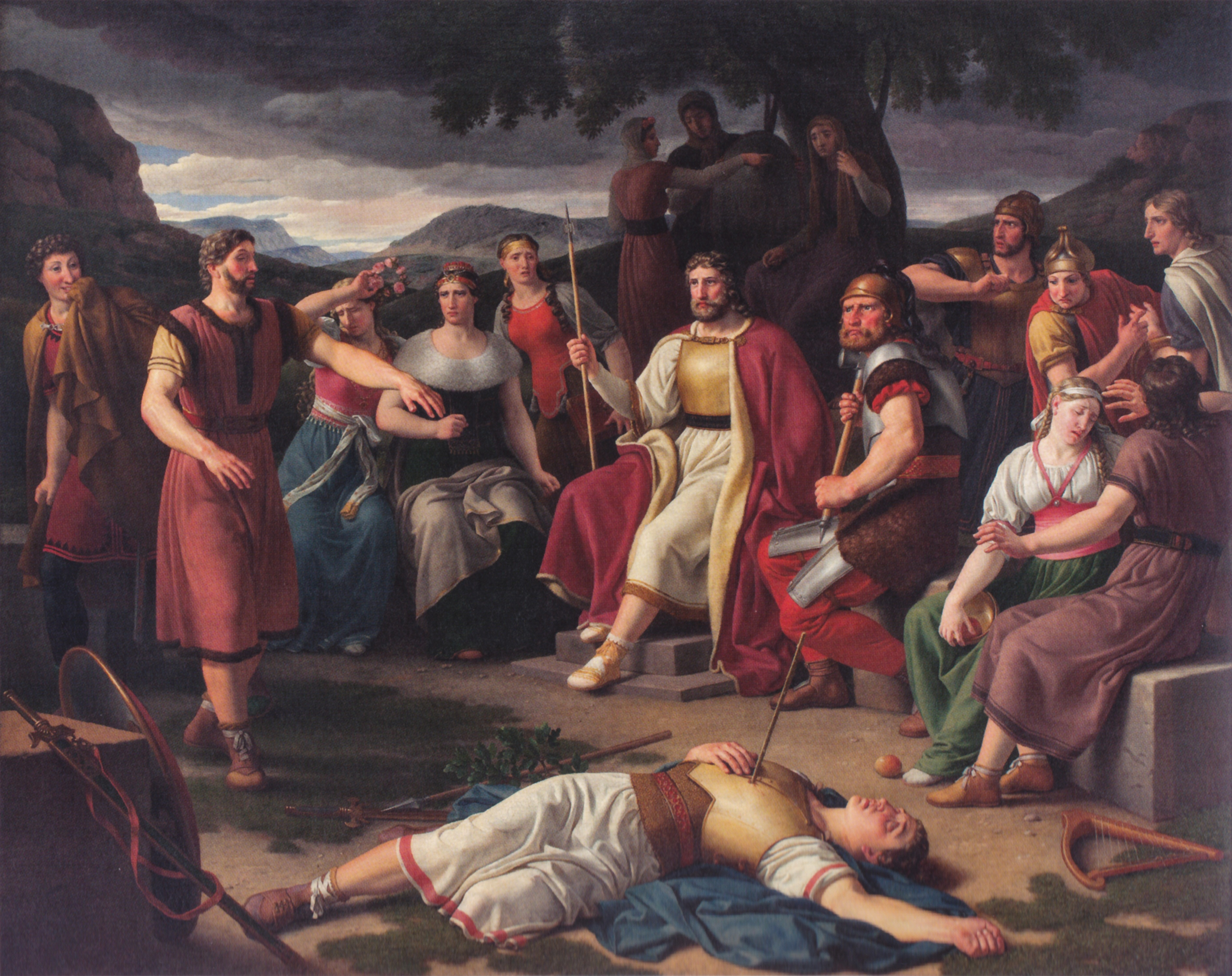
La morte di Baldr, Christoffer Wilhelm Eckersberg, 1817

Tutti i brani sono strumentali, ma l'album contiene testi di accompagnamento. Vikernes vede il mito della morte di Balder come una metafora dei diversi lati della psiche umana; con Balder muore anche il significato della vita.
Vikernes sottolinea che la logica, rappresentata da Loki, il dio dell'astuzia e dell'inganno, non ha sentimenti. In tal modo, impedisce all'umanità di riguadagnare il senso della vita; in altre parole, la scienza moderna impedisce alle persone di riguadagnare il senso della vita. Le persone sanno perché vivono, conoscono la verità, ma non possono accettarla perché non può essere scientificamente provata. Pertanto, il Ragnarök è l'unica soluzione. Esso è il "crepuscolo degli dei", ma è anche un nuovo inizio. Dopo il combattimento, Balder e i figli e le figlie degli dei sarebbero tornati e avrebbero portato una nuova età dell'oro.
Con le successive domande retoriche su chi siano i "parassiti dell'umanità" e quale religione avesse ucciso il significato pagano della vita, Vikernes allude agli ebrei e al cristianesimo, dando così l'idea diffusa negli ambienti di estrema destra, che il "giudaico-cristianesimo" stia prendendo il sopravvento.
Sebbene la copertina del disco e le spiegazioni di Vikernes sul significato dell'album siano chiaramente razziste, i testi che l'accompagnano "non sono apertamente neonazisti". Piuttosto, riflettono le sue credenze pagane e si occupano di personaggi tratti dalle leggende popolari norvegesi.
L'album è minimalista, le canzoni di solito consistono solo di alcune semplici melodie che si ripetono per l'intera durata. Poiché si tratta di registrazioni MIDI, gli strumenti imitati come il sassofono (come nella prima traccia Dauði Baldr) e il violino non sembrano autentici, mentre il piano e la tastiera suonano normali. Bálferð Baldrs è un remake di Jesu død dall'album precedente Filosofem con una sola melodia che si ripete per tutto il brano; in alcuni passaggi questa non viene riprodotta e in questi è possibile ascoltare solo il coro di sottofondo e le tastiere. Illa tiðandi è un pezzo minimalista; consiste solo di melodie pianistiche semplici e lente, due continuamente ripetute e occasionalmente integrate da un coro. Lo stesso Vikernes ha scritto sul suo sito Web nel 2009:
(Varg Vikernes)
Stilisticamente l'album viene solitamente classificato come ambient, o più propriamente dark ambient; nel libro Lords of Chaos, la musica contenuta in Dauði Baldrs è descritta come un "tipo di elettronica oscura", e "in combinazione con la metafora mistica dei testi [...] anche come musica new age oscura".

## Pubblicazione
Il disco è uscito in vari formati: CD digipack per la Misantrophy, LP nero gatefold con libretto e con 6 carte dei tarocchi allegate raffiguranti l'artwork del disco (in edizione limitata sempre per la Misantrophy), LP in edizione limitata a 1000 copie ristampato nel 2005 dalla Back on Black. Nel 2010 è stato ristampato in formato CD dalla Byelobog Productions.

### Baldrs Død
L'album era stato originariamente intitolato Baldrs Død. Il CD promozionale della Misanthropy distribuito prima della pubblicazione dell'album era così intitolato, e il disco ha una copertina differente. Inoltre, alcune copie dell'album hanno un errore di stampa nel logo "Burzum", scritto "Burzu".

## Accoglienza
| Recensione          | Giudizio |
| ------------------- | -------- |
| Piero Scaruffi      | [ 12 ]   |
| Sputnikmusic        | [ 13 ]   |
| Ultimate-guitar.com | [ 14 ]   |

La musica di Dauði Baldrs e Hliðskjálf è stata paragonata alla proposta musicale dei Dead Can Dance se non direttamente ispirata ad essa; Vikernes stesso ha menzionato in varie interviste di conoscere il loro album Within the Realm of a Dying Sun del 1987 e di averlo ascoltato molto nel corso del 1992.
Truhe di metal.de sperava che Burzum offrisse di nuovo qualcosa di veramente interessante con Dauði Baldrs: musica potente, canzoni varie, temi melodici innovativi. Almeno in teoria. Invece scrisse: "Con queste introduzioni estese, questi pezzi sono costituiti da un turbinio di tastiere noioso, che non cambia quasi mai, e che a causa del fattore nervoso che aumenta esponenzialmente dopo un minuto d'ascolto, non è nemmeno adatto per addormentarsi". Tyler Munro di sputnikmusic recensì molto negativamente l'album, scrivendo: "Praticamente tutto in questo album può essere definito terribile. È l'equivalente "black metal" di una scena del film Freddy Got Fingered, dove Gordon suona un organo fatto di salsicce, un "tentativo zoppo" in stile neoclassico-ambient, suonato su un pianoforte per bambini. La copertina del disco è ridicola e non avevo riso così tanto da molto tempo, anche se l'album è iniziato in modo epico fino all'inizio della traccia MIDI del sassofono". Jøhnny del sito ultimate-guitar.com descrisse Dauði Baldrs come un "grande album ambient con terribili suoni MIDI che peggiorarono notevolmente l'album"; egli criticò strumenti come il sassofono e il violino che suonano in modo ridicolo riprodotti in questa versione MIDI, ad esempio citò il suono del violino in Hermoðr á Helferð che, secondo lui, distrugge totalmente la canzone.

## Tracce
1. Dauði Baldrs – 8:49
2. Hermoðr á Helferð – 2:41
3. Bálferð Baldrs – 6:05
4. Í heimr Heljar – 2:02
5. Illa tiðandi – 10:29
6. Móti Ragnarǫkum – 9:04

## Formazione
- Varg Vikernes - sintetizzatore